# معركة الشرقاط
معركة الشرقاط هي معركة وقعت خلال 23–30 أكتوبر 1918 في مدينة الشرقاط شمال مدينة بغداد في العراق وتمثل هذه المعركة جزء من الحرب العالمية الأولى.
كان الصراع في هذه المعركة بين البريطانيين والإمبراطورية العثمانية في حملة بلاد ما بين النهرين في الحرب العالمية الأولى ، والتي أصبحت الصراع النهائي وانتهت نتيجة لتوقيع هدنة مودروس.

## خلفية
توقعًا لهدنة عثمانية وشيكة عقب هزيمة العثمانيين في فلسطين واستسلام بلغاريا مؤخرًا، أمر رئيس الوزراء البريطاني ديفيد لويد جورج القائد العام للجبهة الرافدية، السير ويليام مارشال، بإزالة أي وجود عثماني متبقٍ في تلك الجبهة من خلال تقدم مزدوج على نهري الفرات ودجلة، والاستيلاء على حقول النفط بالقرب من الموصل على نهر دجلة.
ولكن بسبب نقص وسائل النقل المتاحة، نتيجة تخصيص كمية كبيرة منها لقوات "دنسترفورس" في تقدمها عبر فارس، تمكن مارشال من إقناع الحكومة بقصر التقدم على جبهة دجلة فقط.

## معركة
قوة أنجلو-هندية مؤلفة من الفرقتين الهنديتين السابعة عشرة والثامنة عشرة، ولواءي الفرسان الهنديين السابع والحادي عشر، بقيادة السير ألكسندر كوب، غادرت بغداد في 23 تشرين الأول 1918. وفي غضون 39 ساعة فقط، قطعت مسافة 120 كيلومترًا إلى نهر الزاب الصغير، حيث كانت "مجموعة دجلة" من الجيش السادس العثماني بقيادة إسماعيل حقي بك، قائد الفرقة العثمانية الرابعة عشرة، بانتظارهم. كان الجيش السادس قد أُضعف بسبب نقص التعويضات والإمدادات. وتألفت قواته من الفيلق الثامن عشر الذي ضم الفرقتين 14 و46، والفيلق الثالث عشر الذي ضم الفرقتين 2 و6.
وعندما رأى إسماعيل حقي بك أن مؤخرة جيشه مهددة، انسحب لمسافة 100 كيلومتر إضافية إلى الشمال نحو الشُرْقَاط، حيث هاجمه كوب في 29 تشرين الأول، وأرسل لواء الفرسان الحادي عشر لتثبيت الجبهة العثمانية بينما كانت الفرقة السابعة عشرة في طريقها لدعمهم. تأخرت الفرقة السابعة عشرة في الوصول، وتعرض الفرسان لقصف مدفعي عثماني طوال الليل. وفي الصباح، شنّ فوج الهوسار الثالث عشر هجوماً على التل الذي كانت فيه المدافع، وقاموا بهجوم راجل بالحربة صعوداً نحو التل، وتمكنوا من الاستيلاء على المدافع.
كان إسماعيل حقي بك على علم بمفاوضات السلام الجارية في مودروس، فقرر تجنيب رجاله المزيد من القتال أو محاولة الاختراق، وسلّم نفسه في 30 تشرين الأول. أما الفرقة الثامنة عشرة، فتقدمت نحو الموصل، التي تبعد 50 ميلاً إلى الشمال، وكانت على بعد 12 ميلاً فقط من المدينة عند إعلان الهدنة.

## العواقب
في 1 تشرين الثاني 1918، تم احتلال الموصل بسلام من قبل لواءي الفرسان الهنديين السابع والحادي عشر، بعد أن تجاهلت القوات البريطانية طلب القائد العام العثماني، علي إحسان (سَابِس)، بالانسحاب إلى المواقع التي كانوا قد احتلوها عند توقيع الهدنة.